# Marte, Mexiko
Marte är en ort i Mexiko.   Den ligger i kommunen General Cepeda och delstaten Coahuila, i den centrala delen av landet, 700 km norr om huvudstaden Mexico City. Marte ligger 1 181 meter över havet och antalet invånare är 204.
Terrängen runt Marte är platt. Runt Marte är det mycket glesbefolkat, med 3 invånare per kvadratkilometer. Närmaste större samhälle är Piedra Blanca, 12,1 km väster om Marte. Omgivningarna runt Marte är i huvudsak ett öppet busklandskap.